# Carry You Home
Carry You Home este cel de-al treilea single din albumul secund al lui James Blunt, All the Lost Souls, lansat pe 24 martie 2008.

## Track-listing
CD1
1. "Carry You Home" (Radio Edit) - 3:51
2. "Young Folks" (Live From Radio 1) - 3:49

CD2
1. "Carry You Home" (Radio Edit) - 3:51
2. "Same Mistake" (Live in Ibiza) - 4:32
3. "Carry You Home" (Video) - 3:55
4. "1973" (AOL Session Video) - 4:38

7" Vinyl
1. "Carry You Home" (Radio Edit) - 3:51
2. "Wisemen" (Live in Ibiza) - 4:15

## Clasament
| Clasament (2008)                | Poziție vârf |
| ------------------------------- | ------------ |
| Austria (Ö3 Austria Top 40)     | 50           |
| Danemarca (Tracklisten)         | 37           |
| Germania (Media Control Charts) | 43           |
| Italian Singles Chart           | 21           |
| Olanda (Single Top 100)         | 75           |
| Polish Music Charts             | 4            |
| Elveția (Schweizer Hitparade)   | 16           |
| UK Singles Chart                | 20           |